# Hasenbeeke
Die Hasenbeeke ist ein etwa 8 km langer Bach im Landkreis Wolfenbüttel, der am früheren Bahnhof Hedeper der Bahnstrecke Jerxheim–Börßum an der Bundesstraße 82 entspringt und geradlinig nach Westen entlang der ehemaligen Bahnstrecke verläuft. Er mündet in Börßum in die Ilse.

## Geographie und Gewässergüte
Der Ursprungsort ist lediglich eine Ansammlung weniger Gebäude und trägt auf amtlichen Karten die Ortsbezeichnung (Hedeper-)Bahnhof. Der Bach verläuft beidseitig des ehemaligen Bahndamms westwärts bis Kalme, verschwenkt leicht nach Südwesten und begrenzt das Siedlungsgebiet von Börßum im Süden. Die Börßumer Hauptstraße und die Bahnstrecke Braunschweig–Bad Harzburg überqueren den Bach kurz vor seiner Mündung in die Ilse.
Mangelnde Uferbepflanzung und ein überwiegend schnurgerader Verlauf geben dem Gewässer eine schlechte Strukturnote und eine Beurteilung als „erheblich veränderter Wasserkörper“ (Heavy Modified Waterbody). Regelmäßiges Trockenfallen lässt nur eine begrenzte Zahl von Spezies überleben. Im Ortsbereich von Börßum weist die Hasenbeeke in den Grünbereichen noch Entwicklungsmöglichkeiten auf. Das Ökologische Potenzial wird dennoch als „schlecht“ angegeben und der chemische Zustand mit „nicht gut“.

### Elbe-Weser-Wasserscheide
Die Hasenbeeke gehört zum Einzugsgebiet der Weser. Unmittelbar östlich von Hedeper fließen die Bäche zum Neuen Graben im Großen Bruch, der eine Verlängerung des Schiffgrabens-West ist. Dieser Graben teilt sich wie der Schiffgraben in einen nach Westen und einen nach Osten fließenden Teil auf, wobei der nach Osten gerichtete Anteil über Bode und Saale zur Elbe abfließt. Entsprechend verläuft die Elbe-Weser-Wasserscheide in diesem Gebiet etwa entlang der Bundesstraße 82.